# Catedral de Jaca

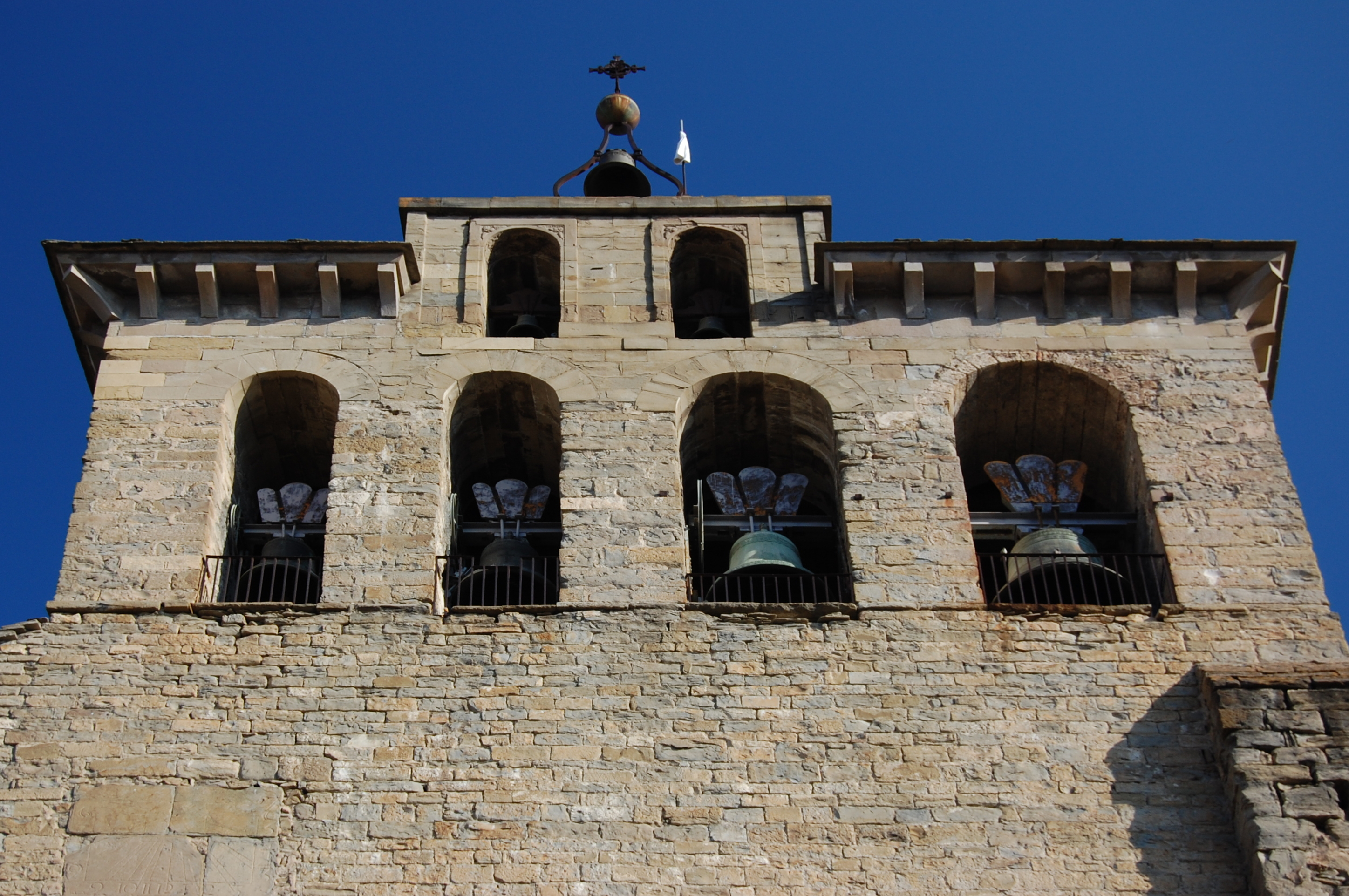
Campanario da Catedral de Jaca.

A Catedral de San Pedro de Jaca está localizada na província de Huesca, e é uma das construções mais características e antigas do românico na Espanha. Sua construção teve início em 1077 e se estendeu até 1130.

## História
Começou a ser construída quase ao mesmo tempo que a Catedral de Santiago de Compostela, como sede episcopal e cabeça do Reino de Aragão, por iniciativa do rei Sancho Ramírez que, em 1068, havia viajado a Roma para consolidar seu jovem reino, oferecendo vassalagem ao papa. Como resultado, foi concedida a sede episcopal para a então capital do reino, Jaca.

## Características
Na fachada frontal da catedral encontra-se o átrio e a fachada, cujo arco de maior raio, semicircular, enlaça com a nave central, de abóbada de canhão, do interior do templo. Na fachada sul encontra-se outro pórtico, com arco de volta perfeita e tímpano modificado no Renascimento.
A catedral é um monumento de grande importância histórica, e foi declarada monumento nacional em 1931. Atualmente é candidata a ser designada patrimônio da humanidade.